# Under stjernerne på himlen
 For alternative betydninger, se Under stjernerne på himlen (film).
"Under stjernerne på himlen" er en sang fremført og komponeret af Tommy Seebach, med tekst af Keld Heick, der repræsenterede Danmark ved Eurovision Song Contest i 1993, efter at have vundet det danske Melodi Grand Prix samme år. Finalen gav en 22. plads blandt de 25 deltagende nationer og ni point. Den var blevet sendt ind til det danske Melodi Grand Prix to gange tidligere uden at komme med.
Sangen er en vuggevise til Tommy Seebachs datter Marie, og Heick skrev teksten som om han sang den for sin datter Annette.

## Rasmus Seebach-version
"Under stjernerne på himlen" blev indspillet af Rasmus Seebach på hans andet studiealbum Mer' end kærlighed (2011). Sangen opnåede en tredjeplads på download-hitlisten, to uger efter udgivelsen af albummet. I januar 2012 modtog sangen guld for streaming.

## Film
Sangens titel blev også brugt som titel på Kasper Gaardsøes film fra 2025 Under stjernerne på himlen om Tommy Seebach med Anders Matthesen i hovedrollen.